# INDEC

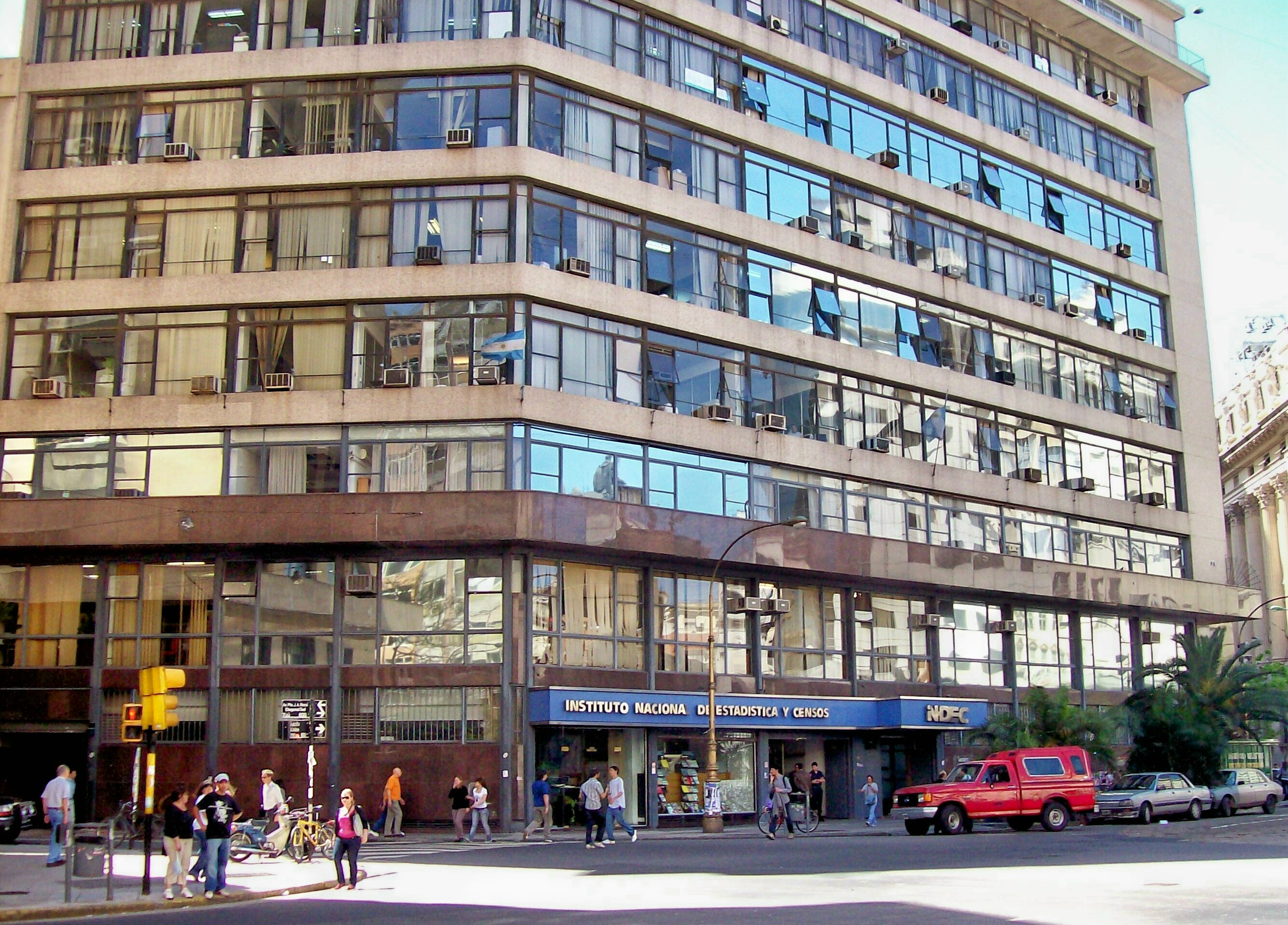
INDEC:s huvudkontor i Buenos Aires.

Indec eller (Instituto Nacional de Estadísticas y Censos) är Argentinas statliga statistikinstitut. Institutet har sedan 2007 genomgått en kris efter att den argentinska regeringen har gått in och aktivt styrt det enligt lag oberoende statistikinstitutet. Krisen har fått till följd att flera av institutets ledande tjänstemän avgått eller sparkats.

## Fotnoter
1. ↑  ”US media sets eyes on Argentina’s “manipulation of numbers”” (på engelska). MercoPress. 18 augusti 2009. http://en.mercopress.com/2009/08/18/us-media-sets-eyes-on-argentinas-manipulation-of-numbers.